# ال گارروبو
ال گارروبو (به اسپانیایی: El Garrobo) یک دهستان در اسپانیا است که در سبیا واقع شده‌است. ال گارروبو ۴۵ کیلومتر مربع مساحت و ۸۰۸ نفر جمعیت دارد و ۲۷۵ متر بالاتر از سطح دریا واقع شده‌است.